# Leon Fleisher
Leon Fleisher (San Francisco, 23 luglio 1928 – Baltimora, 2 agosto 2020) è stato un pianista e direttore d'orchestra statunitense.

## Biografia
Fleisher nacque a San Francisco da una povera famiglia ebrea, da genitori immigrati dall'Europa dell'Est. L'attività di suo padre era la creazione di cappelli, mentre l'obiettivo di sua madre era quello di "fare di suo figlio un grande pianista da concerto". Fleisher iniziò a studiare il pianoforte all'età di quattro anni. Fece il suo debutto pubblico all'età di otto anni e suonò con la New York Philharmonic sotto la guida di Pierre Monteux a 16 anni; Monteux lo definì "la scoperta pianistica del secolo". Divenne uno dei pochi bambini prodigio ad essere accettato per studiare con Artur Schnabel e studiò anche con Maria Curcio. Fleisher era collegato tramite Schnabel a una tradizione che discendeva direttamente da Beethoven stesso, tramandata attraverso Carl Czerny e Teodor Leszetycki.

## Esecuzioni e registrazioni
Negli anni '50 Fleisher firmò un contratto discografico esclusivo con la Columbia Masterworks. È particolarmente noto  per le sue interpretazioni dei concerti per pianoforte di Brahms e Beethoven, che registrò con George Szell e l'Orchestra di Cleveland. Registrarono anche il Concerto per pianoforte n. 25 di Mozart, i concerti per pianoforte di Grieg e Schumann, le Variazioni sinfoniche di Franck e la Rapsodia su un tema di Paganini di Rachmaninoff.
Nel 1964 Fleisher perse l'uso della mano destra, a causa di una condizione che alla fine fu diagnosticata come distonia focale. Fleisher iniziò a suonare e registrare il repertorio dei mancini mentre cercava una cura per le sue condizioni. Intraprese inoltre la direzione orchestrale durante questo periodo, prestando servizio contemporaneamente come direttore musicale della Annapolis Symphony Orchestra nel Maryland. Negli anni '90 Fleisher fu in grado di migliorare i suoi sintomi focali di distonia dopo iniezioni sperimentali di botox al punto in cui avrebbe potuto suonare di nuovo con entrambe le mani.
Nel 2004 la Vanguard Classics pubblicò la prima registrazione "a due mani" di Leon Fleisher dal 1960, intitolata "Two Hands", con grande successo di critica. Two Hands: The Leon Fleisher Story è anche il titolo di un breve documentario su Fleisher di Nathaniel Kahn che fu nominato per un Premio Oscar come miglior soggetto breve il 23 gennaio 2007. Fleisher ricevette il Kennedy Center Honors nel 2007. Il presidente del Kennedy Center, Stephen A. Schwarzman, lo definì "un musicista consumato la cui carriera è una testimonianza commovente del potere dell'affermazione della vita da parte dell'arte".
Gli interessi musicali di Fleisher si estendono oltre il repertorio classico-romantico tedesco centrale. Il compositore americano William Bolcom compose il suo Concerto per due pianoforti, Mano Sinistra per Fleisher e il suo amico intimo Gary Graffman, che soffrì anch'egli di problemi debilitanti alla mano destra. Fece la sua prima esibizione a Baltimora nell'aprile del 1996. Il concerto è costruito in modo tale che può essere eseguito in tre modi, con una parte di pianoforte sola con orchestra ridotta, o con entrambe le parti di pianoforte e le due orchestre ridotte combinate in una piena orchestra.
Nel 2004 Leon Fleisher suonò la prima mondiale di Klaviermusik (Concerto per la mano sinistra), op. 29 di Paul Hindemith, con la Berliner Philharmoniker. Questo lavoro era stato scritto nel 1923 per Paul Wittgenstein, a cui non piaceva, e rifiutava di suonarlo. Tuttavia Wittgenstein, avendo diritti esclusivi, tenne lo spartito, non permettendo ad altri pianisti di suonarlo. Il manoscritto fu scoperto tra le sue carte dopo la morte della vedova nel 2002. Il 2 ottobre 2005 Fleisher suonò la prima americana dell'opera, con la San Francisco Symphony sotto la direzione di Herbert Blomstedt.
Nel 2012, su invito del giudice Ruth Bader Ginsburg, Fleisher si esibì presso la Corte Suprema degli Stati Uniti.
Continuò a essere coinvolto nella musica, sia dirigendo che insegnando al Peabody Conservatory of Music, al Curtis Institute of Music e al Royal Conservatory of Music di Toronto; è anche strettamente collegato al Tanglewood Music Center. Con Dina Koston ha co-fondato e co-diretto i Theatre Chamber Players nel 1968-2003, che fu il primo gruppo da camera residente della Smithsonian Institution e del Kennedy Center.
Il suo libro di memorie, My Nine Lives, scritto in collaborazione con la critica musicale del Washington Post, Anne Midgette, apparve nel novembre 2010.

## Premi e riconoscimenti
- Concorso pianistico del Belgio della Regina Elisabeth
- Leon Fleisher per pianoforte (1952)
- Membro dell'American Academy of Arts and Sciences
- "Strumentista dell'anno", Musical America (1994)
- Dottorati onorari dalla Towson State University, dal Boston Conservatory, dall'Università di Cincinnati e dal Cleveland Institute of Music
- Medaglia del presidente dell'Università Johns Hopkins.
- Fleisher ha ricevuto il Kennedy Center Honors Award per il 2007.[10]
- "Strumentista dell'anno", Royal Philharmonic Society (2010)

## Discografia selezionata
- Leon Fleisher: The Complete Album Collection, Sony Classical Records, 2013
- Mozart: Piano Concertos, including 2008 recordings of the Piano Concertos in A major, K. 414 and K 488, with Fleisher soloist and as conductor of the Stuttgart Chamber Orchestra, and of the concerto K. 242 with Katherine Jacobson Fleisher (his wife) as second pianist. Sony BMG Masterworks, 2009
- Schubert: Sonata in B-flat major, D.960 / Ländler (original LP release 1956), Sony BMG Masterworks, 2008 (digital re-release)[11]
- Debussy: Suite bergamasque / Ravel: Sonatine / Valses nobles et sentimentales / Alborado del gracioso (original LP release 1959), Sony BMG Masterworks, 2008 (digital re-release)
- Mozart: Sonata in C major, K.330 / Sonata in E-flat major, K.282 / Rondo in D Major, K.485 (original LP release 1960), Sony BMG Masterworks, 2008 (digital re-release)
- Liszt: Sonata in B minor / Weber: Sonata No. 4 in E minor, Op. 70 / Invitation to the Dance, Op. 65 (original LP release 1960), Sony BMG Masterworks, 2008 (digital re-release)
- Copland: Piano Sonata / Sessions: From My Diary / Kirchner: Piano Sonata/Rorem: Three Barcarolles (original LP release 1963), Sony BMG Masterworks, 2008 (digital re-release)
- Brahms: Quintet for Piano and Strings in F minor, Op. 34 (original LP release 1963), with the Juilliard String Quartet Sony BMG Masterworks, 2008 (digital re-release)
- Brahms: Quintet for Piano and Strings in F minor, Op. 34, recorded 2007 with the Emerson String Quartet for Deutsche Grammophon
- The Essential Leon Fleisher, Sony BMG Masterworks, 2008
- The Journey, Vanguard Classics, 2006
- Leon Fleisher: Two Hands, (including a 2004 recording of Schubert: Sonata  in B-Flat Major, D.960), Vanguard Classics, 2004
- Schumann: Piano Concerto and Grieg: Piano Concerto with the Cleveland Orchestra and Szell (original recordings 1960, remastered and reissued 2004 by Sony BMG)
- Beethoven: The Five Piano Concertos, with the Cleveland Orchestra led by George Szell (original recordings 1959-61, remastered), Sony BMG Masterworks, reissued 1990 and in new remastering 2006
- Brahms: Piano Concertos Nos. 1 (rec. 1958) and 2 (rec. 1962), with the Cleveland Orchestra led by George Szell; Handel Variations and Waltzes, op. 39  (rec. 1956); Sony Masterworks, remastered and reissued 1997
- Leon Fleisher Recital, Sony Classical, 1993
- Ravel, Prokoviev, Britten: Piano Works for the Left Hand, Sony Classical, 1993
- Mozart Piano Concerto No. 25,  with the Cleveland Orchestra led by George Szell Sony Classical, reissued 1990